# Сент-Акілен-де-Пасі
Сент-Акіле́н-де-Пасі́ (фр. Saint-Aquilin-de-Pacy) — колишній муніципалітет у Франції, у регіоні Нормандія, департамент Ер. Населення — 568 осіб (2011).
Муніципалітет був розташований на відстані близько 75 км на захід від Парижа, 55 км на південь від Руана, 16 км на схід від Евре.

## Історія
До 2015 року муніципалітет перебував у складі регіону Верхня Нормандія. Від 1 січня 2016 року належав до нового об'єднаного регіону Нормандія.
1 січня 2017 року Сент-Акілен-де-Пасі було приєднано до муніципалітету Пасі-сюр-Ер.

## Демографія
Динаміка населення (INSEE ):
Розподіл населення за віком та статтю (2006):
| Стать | Всього | До 15 років | 15-24 | 25-44 | 45-64 | 65-85 | Понад 85 |
| --- | ------ | ----------- | ----- | ----- | ----- | ----- | -------- |
| Чоловіки | 292    | 60          | 32    | 100   | 76    | 20    | 4        |
| Жінки | 288    | 80          | 12    | 96    | 52    | 40    | 8        |
| \| Статево-вікова піраміда \| Статево-вікова піраміда \| Статево-вікова піраміда \| \| ----------------------- \| ----------------------- \| ----------------------- \| \| Чоловіки \| Вік \| Жінки \| \| 4 \| 85 + \| 8 \| \| 0 \| 80-84 \| 8 \| \| 4 \| 75-79 \| 12 \| \| 8 \| 70-74 \| 4 \| \| 8 \| 65-69 \| 16 \| \| 16 \| 60-64 \| 16 \| \| 16 \| 55-59 \| 8 \| \| 16 \| 50-54 \| 12 \| \| 28 \| 45-49 \| 16 \| \| 40 \| 40-44 \| 28 \| \| 36 \| 35-39 \| 16 \| \| 12 \| 30-34 \| 28 \| \| 12 \| 25-29 \| 24 \| \| 16 \| 20-24 \| 4 \| \| 16 \| 15-20 \| 8 \| \| 16 \| 10-14 \| 24 \| \| 32 \| 5-9 \| 32 \| \| 12 \| 0-4 \| 24 \| |        |             |       |       |       |       |          |
| Статево-вікова піраміда |        |             |       |       |       |       |          |
| Чоловіки | Вік    | Жінки       |       |       |       |       |          |
| 4 | 85 +   | 8           |       |       |       |       |          |
| 0 | 80-84  | 8           |       |       |       |       |          |
| 4 | 75-79  | 12          |       |       |       |       |          |
| 8 | 70-74  | 4           |       |       |       |       |          |
| 8 | 65-69  | 16          |       |       |       |       |          |
| 16 | 60-64  | 16          |       |       |       |       |          |
| 16 | 55-59  | 8           |       |       |       |       |          |
| 16 | 50-54  | 12          |       |       |       |       |          |
| 28 | 45-49  | 16          |       |       |       |       |          |
| 40 | 40-44  | 28          |       |       |       |       |          |
| 36 | 35-39  | 16          |       |       |       |       |          |
| 12 | 30-34  | 28          |       |       |       |       |          |
| 12 | 25-29  | 24          |       |       |       |       |          |
| 16 | 20-24  | 4           |       |       |       |       |          |
| 16 | 15-20  | 8           |       |       |       |       |          |
| 16 | 10-14  | 24          |       |       |       |       |          |
| 32 | 5-9    | 32          |       |       |       |       |          |
| 12 | 0-4    | 24          |       |       |       |       |          |

## Економіка
2010 року серед 350 осіб працездатного віку (15—64 років) 287 були активними, 63 — неактивними (показник активності 82,0%, у 1999 році було 69,1%). З 287 активних мешканців працювали 253 особи (131 чоловік та 122 жінки), безробітними було 34 (20 чоловіків та 14 жінок). Серед 63 неактивних 23 особи були учнями чи студентами, 20 — пенсіонерами, 20 були неактивними з інших причин.

У 2010 році в муніципалітеті числилось 248 оподаткованих домогосподарств, у яких проживали 577,0 особи, медіана доходів виносила 19 118 євро на одного особоспоживача